# Umqombothi

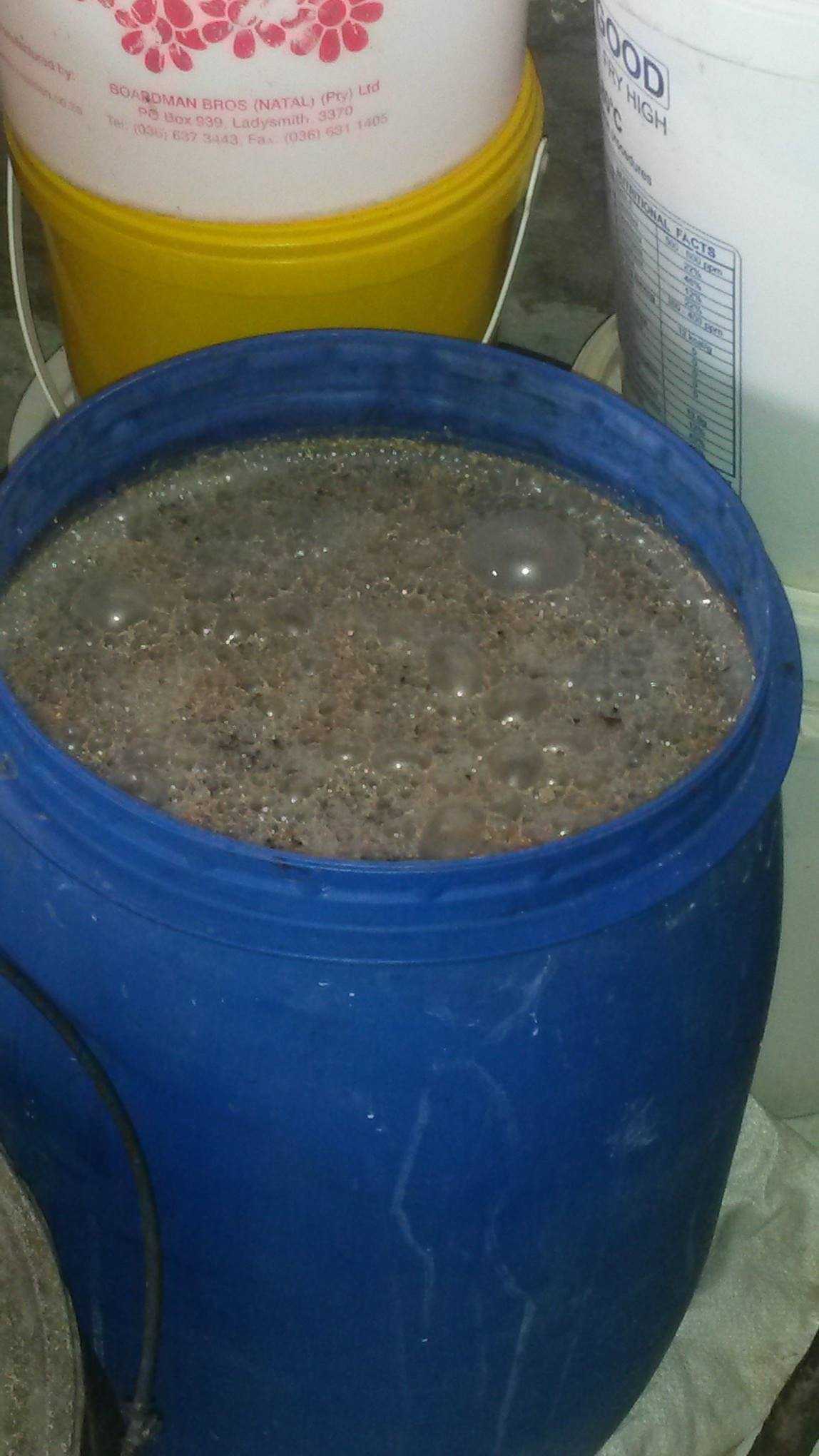
Umqombothi im offenen Gärfaß

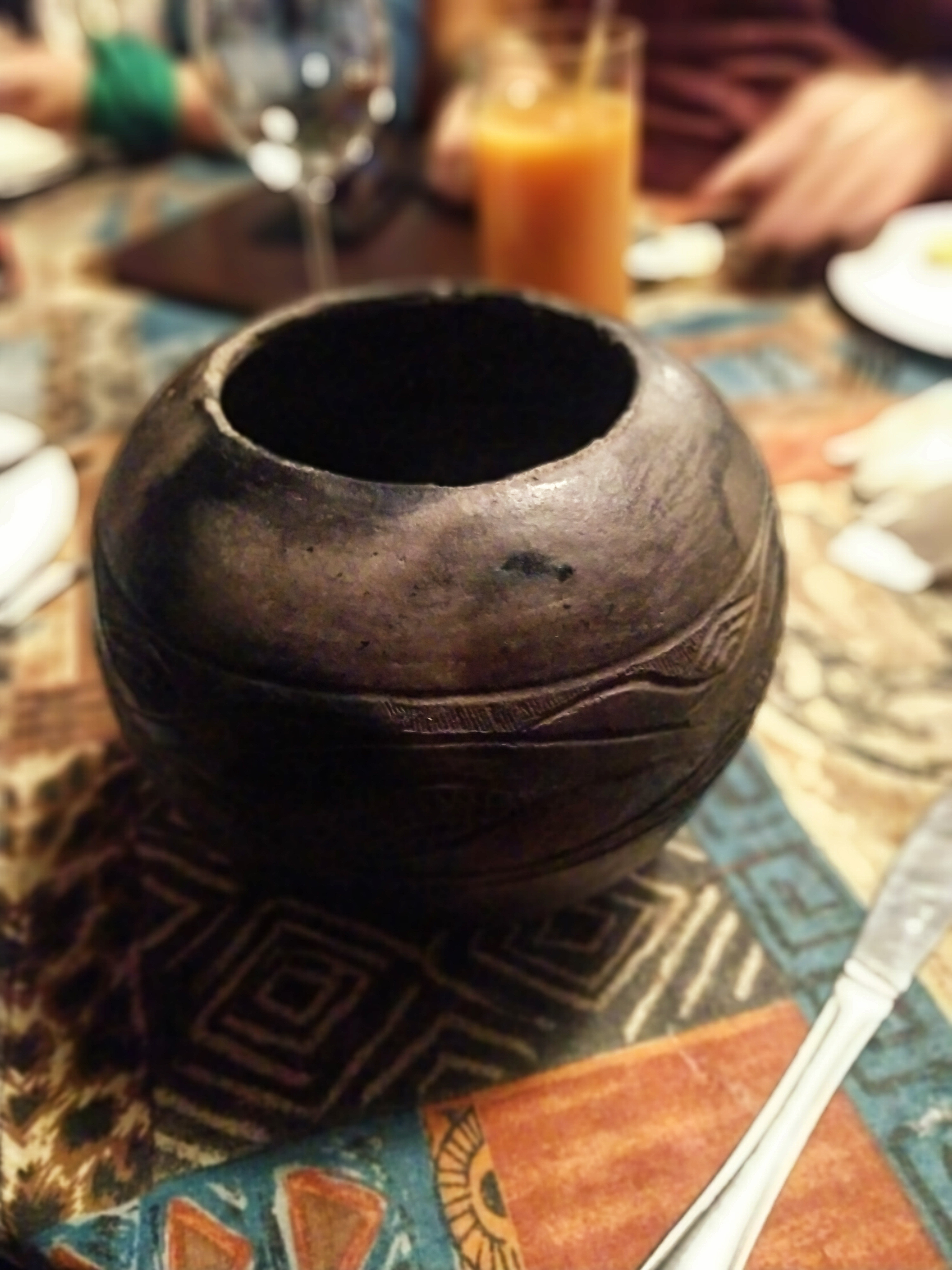
Umqombothi, serviert in dem traditionellen Zulu-Tontopf Ukhamba in Kapstadt.

Umqombothi ([um̩k͡ǃomboːtʰi]) ist eine traditionelle Biersorte der Xhosa, das unter anderem bei der Knaben-Initiation Ulwaluko eine wichtige Rolle spielt. Es wurde von Slow Food International in die Arche des Geschmacks aufgenommen und ist insgesamt der 4000. Arche-Passagier.
Gebraut wird Umqombothi mit Maismehl, Sorghummalz und Wasser und hat in aller Regel einen Alkoholgehalt von drei Volumenprozent. Das hellbraune Bier erhält durch den Maisanteil eine cremige Konsistenz; der Geschmack ist aromatisch und säuerlich. Zum Läutern der vergorenen Maische wird traditionell ein aus Gras geflochtenes rohrförmiges Sieb verwendet, das als Intluzo bezeichnet wird. Unter dem Markennamen Chibuku Shake Shake wird diese Biersorte von SABMiller-Brauereien in acht südafrikanischen Staaten gebraut und vertrieben.
Eine kolonialzeitliche und abwertende Bezeichnung der weißen Bevölkerung im südlichen Afrika für traditionelles Bier aus Getreide ist „Kaffernbier“, englisch kaffir beer, hergestellt aus „Kaffernkorn“ (Sorghum).